# 8 mai 2009
Le vendredi 8 mai 2009 est le 128e jour de l'année 2009.

## Décès
- Paul Michaillard (né le 2 août 1920), homme politique français et ancien résistant
- Gianni Baget Bozzo (né le 8 mars 1925), prêtre catholique et homme politique italien
- Fujisawa Hideyuki (né le 14 juin 1925), joueur de go professionnel
- Ninel Kourgapkina (née le 13 février 1929), danseuse classique russe
- Paulin Tomanaga (né le 16 février 1936), homme politique béninois
- Fons Brydenbach (né le 12 octobre 1954), athlète belge, spécialiste du 400 mètres

## Autres événements
- Sortie roumaine du film La Fille la plus heureuse du monde
- Sortie en France du film Chéri
- Sortie au Canada du film Star Trek
- Constitution du Gouvernement Berlusconi IV
- Sortie de l'album The Classical Conspiracy
- Début du Gouvernement Fischer